# Israel Ballet
Israel Ballet (en hebreu: הבלט הישראלי) és una companyia de dansa que interpreta obres de ballet clàssic i neo-clàssic. Va ser fundada l'any 1967 per Berta Yampolsky i Hilel Merkman, que han estat al capdavant de la companyia durant més de 45 anys. La companyia sovint interpreta obres que han estat recentment coreografiades. És l'única companyia de ballet professional a l'estat d'Israel que representa obres del repertori internacional clàssic. L'Israel Ballet fa regularment viatges a l'estranger. La companyia ha continuat amb la llarga tradició de preservar i de nodrir l'art clàssic, perquè la tècnica i l'estètica del ballet segueixin formant part de la dansa israeliana. La companyia resideix en el local del Israel Ballet, a la ciutat de Tel-Aviv, el local disposa d'una sala amb 250 seients. L'Israel Ballet ha representat a Israel en gires al voltant del món, i en diversos festivals a Europa, Àsia i Amèrica.

## Història
Els fundadors de la companyia, Berta Yampolsky i Hillel Markman, van representar la primera funció de l'Israel Ballet, el 25 de gener de 1967, juntament amb quatre joves ballarins, a la ciutat de Holon. En 1975, George Balanchine va donar permís al Israel Ballet per a interpretar la seva obra Serenade, i en 1981 va donar permís a la companyia per a interpretar totes les seves obres. Actualment, Berta Yampolsky i Hillel Markman segueixen sent els directors artístics de la companyia. Els ballarins són d'Israel, o bé són immigrants dels països que havien format part de l'antiga Unió Soviètica, també hi ha ballarins d'arreu del Món que s'han unit a la companyia.

## Instal·lacions
L'Israel Ballet disposa de les seves pròpies instal·lacions a la ciutat de Tel-Aviv. Aquestes instal·lacions inclouen una escola formal de ballet, anomenada centre de ballet clàssic. Aquest centre és un institut de dansa israelià, i una escola de ballet per a estudiants de totes les edats. Els mestres i músics del ballet busquen l'excel·lència, i tenen com a objectiu que els estudiants surtin del centre preparats per a incorporar-se a les companyies de dansa existents a Israel i arreu del Món.

## Repertori
L'Israel Ballet disposa de diverses obres de George Balanchine en el seu repertori, entre elles; Symphony in C, Square Dance, La Valse, Concerto Barocco i The Four Temperaments. En el repertori de la companyia hi ha obres modernes de coreògrafs com; Christian Spuck, Rudi van Danzig, Jan Lincolns, Lar Lubovitch, i Krzysztof Pastor. La companyia inclou en el seu repertori obres clàssiques com Giselle i El Quixot, i obres del compositor rus Piotr Ilitx Txaikovski; Eugeni Oneguin, Romeu i Julieta, La bella dorment, i El Trencanous.